# (32728) 4517 T-3
4517 T-3 (asteroide 32728) é um asteroide da cintura principal. Possui uma excentricidade de 0.10088660 e uma inclinação de 6.85844º.
Este asteroide foi descoberto no dia 16 de outubro de 1977 por Cornelis Johannes van Houten e Ingrid van Houten-Groeneveld e Tom Gehrels em Palomar.